# Hydraena unca
Hydraena unca är en skalbaggsart som beskrevs av Valladares 1989. Hydraena unca ingår i släktet Hydraena och familjen vattenbrynsbaggar. Inga underarter finns listade i Catalogue of Life.